# Spokane
Spokane – miasto w Stanach Zjednoczonych, w stanie Waszyngton, nad rzeką Spokane. Około 200 tys. mieszkańców. 
Miasto jest siedzibą dwóch prywatnych uniwersytetów: Gonzaga i Whitworth. 
W mieście 19 czerwca 1910 roku po raz pierwszy obchodzono Dzień Ojca.
Ze Spokane pochodzi astronautka Anne McClain.

## Sport
- Spokane Chiefs – klub hokejowy

## Miasta partnerskie
- Nishinomiya, Japonia
- Limerick, Irlandia
- Chech'ŏn, Korea Południowa
- Jilin, Chińska Republika Ludowa
- Machaczkała, Rosja
- Lubeka, Niemcy